# Cloverdale (Ohio)
Cloverdale – wieś w USA, w stanie Ohio, w hrabstwie Putnam.
Liczba mieszkańców w 2000 roku wynosiła 201.